# THX
THX Ltd. je americká společnost se sídlem v San Francisku v Kalifornii zabývající se certifikací audiovizuálních zařízení, čímž zajišťuje vysoký standard obrazu a zvuku v kinech i domácnostech. THX certifikát může mít kterýkoliv zvukový formát, jak digitální (např. Dolby Digital, DTS), tak analogový (např. Dolby Stereo).  
Společnost roku 1983 založil George Lucas, aby zajistil, že jeho nový film Star Wars: Epizoda VI – Návrat Jediů bude v kinech znít přesně tak, jak režisér zamýšlel. Společně s Tomlinsonem Holmanem vytvořili set standardů, který pojmenovali THX podle Lucasova prvního filmu THX 1138 a slova „eXperiment“.  Od roku 2016 THX vlastní Razer Inc., společnost vyvíjející software, hardware a příslušenství pro počítačové hry. 

## Historie
Po vydání Star Wars: Epizoda V – Impérium vrací úder roku 1980 se George Lucas spojil se zvukovým inženýrem Tomlinsonem Holmanem. Společně zjistili, že ačkoliv se metody záznamu a přehrávání zvuku neustále zlepšovaly, neměly dopad na znění v samotném kině. Holman se rozhodl vylepšit zážitek diváků za pomocí setu standardů, které mimo jiné zahrnovaly eliminaci venkovních zvuků, nadměrné doby dozvuku, nesprávného jasu obrazu a špatných pozorovacích úhlů plátna. THX debutovalo na premiéře filmu Star Wars: Epizoda VI – Návrat Jediů 25. května 1983.  
V roce 2002 se THX oddělilo od Lucasfilm a stalo se nezávislou společností. Podle zastupujícího ředitele Mika Hewitta měl tento krok dát společnosti více svobody pro rozvoj v nových oblastech jako je domácí kino, audiosystémy pro automobily a počítačové hry.  Od roku 2016 spadá THX pod společnost Razer Inc., působí však nadále jako samostatný subjekt a má vlastní management a partnerskou a zákaznickou základnu. 
V minulosti měly THX certifikaci pouze produkty třetí strany, v roce 2021 však vydala společnost první vlastní elektronický produkt THX Onyx™. Jedná se o D/A zesilovač pro sluchátka vybavený technologií THX AAA™. Cílem této technologie je zesílit signál s minimálním zkreslením.  

## THX Deep Note
THX Deep Note je hluboce rezonující akord, který hraje na začátku každého promítání s THX certifikací a je doprovázen THX logem. Tuto krátkou znělku složil zvukový inženýr Dr. James ‘Andy’ Moorer a poprvé byla použita v roce 1983 na začátku premiéry Star Wars: Epizoda VI – Návrat Jediů. 
V roce 2015 byla znělka Dr. Moorerem pozměněna, jelikož původní verzi je možno přehrát za použití maximálně 4 reproduktorů, což nebylo dostatečné pro současné standardy prostorového zvuku. Původních 30 kanálů bylo nahrazeno 40 až 80 kanály (různé pro 5.1, 7.1 či Dolby Atmos). 

## Certifikace

### THX certifikované režimy poslechu
- THX Cinema Listening Mode – Napodobuje atmosféru kina umístěním 5.1 (5 reproduktorů a subwoofer), 7.1 (7 reproduktorů a subwoofer) a imerzivního mixu, který obsahuje reproduktory ve stropě. [9] [10]
- THX Game Listening Mode – Přehrává zvukové efekty a dialogy z herního enginu umístěním 5.1 (5 reproduktorů a subwoofer), 7.1 (7 reproduktorů a subwoofer) nebo imerzivního mixu, což vytváří 360stupňový herní zážitek.
- THX Music Listening Mode – Napodobuje prostředí studia a zvyšuje pocit prostornosti za pomoci 5.1 (5 reproduktorů a subwoofer), 7.1 (7 reproduktorů a subwoofer) nebo imerzivního mixu, čímž navozuje pocit, že se posluchač nachází na místě nahrávání skladby.

- THX Surround EX – Z tradičních dvou prostorových kanálů dekóduje třetí prostorový kanál, aby vytvořil pohlcující zážitek. [11]

### THX certifikované režimy prohlížení
- THX Cinema Mode – Pro domácí přehrávání poskytuje kvalitu obrazu jako v kině a zajišťuje věrné podání obsahu, aby odpovídalo záměru tvůrce.
- THX Game Mode – Poskytuje působivý vizuální výkon, který odhaluje detaily ve hře a zároveň si zachovává rychlou odezvu.

- THX Bright Room – Základem je THX Cinema Mode rozšířen o úpravy jasu, úrovně černé a hodnoty gama pro sledování v jasném prostředí. [12]